# Mustafa Ali
Adeel Alam (ur. 28 marca 1986 w Chicago) – amerykański profesjonalny wrestler. Najbardziej znany był ze swojego czasu w WWE pod pseudonimem ringowym Mustafa Ali. Był pierwszym wrestlerem w WWE reprezentującym Pakistan.

## Kariera profesjonalnego wrestlera

### Federacje niezależne (2003–2016)
Ali od 2003 pracował dla różnych federacji niezależnych, w tym Dreamwave Wrestling (w którym był posiadaczem Dreamwave Alternative Championship i Dreamwave Heavyweight Championship), All American Wrestling, Freelance Wrestling, GALLI Lucha Libre, IWA Mid-South, Jersey All Pro Wrestling.

#### Dywizja cruiserweight
25 czerwca 2016 po tym, jak Zumbi nie mógł wziąć udziału w turnieju Cruiserweight Classic, WWE ogłosiło Ali'ego jako jego zastępcę. 20 lipca został wyeliminowany w pierwszej rundzie turnieju przez Lince Dorado. 17 sierpnia pojawił się podczas odcinka tygodniówki NXT, gdzie przegrał z Hideo Itamim. 28 września Ali i Lince Dorado wzięli udział w turnieju drużynowym Dusty Rhodes Tag Team Classic, lecz w pierwszej rundzie zostali wyeliminowani przez Kotę Ibushi'ego i TJ Perkinsa.
Ali zadebiutował w dywizji cruiserweight 13 grudnia podczas odcinka 205 Live, gdzie jego walka z Lincem Dorado zakończyła się podwójnym wyliczeniem poza-ringowym. Dwa tygodnie później odniósł pierwsze zwycięstwo w federacji pokonując Johna Yurneta. 23 stycznia 2017 pojawił się na tygodniówce Raw, gdzie wraz z Perkinsem i Jackiem Gallagherem pokonał Drewa Gulaka, Tony'ego Nese'a i Ariyę Daivari'ego. W marcu 2017 rozpoczął rywalizację z Gulakiem, który prowadził kampanię przeciwko wrestlerom, którzy używają widowiskowych ruchów z powietrza. Zakończyła się ona 18 lipca 2017, gdzie Ali pokonał Gulaka w 2-out-of-3 falls matchu podczas tygodniówki 205 Live.

## Życie prywatne
Ali jest muzułmaninem. Jest pierwszą osobą o korzeniach Pakistańskich, który walczył dla WWE. Wedle informacji Daniela Bryana, Ali w przeszłości pracował jako policjant w Chicago. Jest żonaty, ma syna i córkę.

## Styl walki
- Finishery
  - 054 (Imploding 450° splash)[3]
- Inne ruchy
  - Crossface
  - Diving crossbody
  - Double jump moonsault side slam
  - Double knee backbreaker
  - Dropkick
  - Springboard tornado DDT
  - Tilt-a-whirl DDT
  - Reverse frankensteiner
  - Roundhouse kick
  - Running hurricanrana
  - Slingshot rolling thunder przeistaczany w neckbreaker slam
  - Snap German suplex
  - Spin kick
  - Superkick
- Motywy muzyczne
  - „Put 'Em Up” (Cruiserweight Classic; 20 lipca 2016)
  - „Go Hard” ~ CFO$ iMaino[7] (WWE; od 17 sierpnia 2016)

## Mistrzostwa i osiągnięcia
- Dreamwave
  - Dreamwave Alternative Championship (1 raz)[8]
  - Dreamwave Heavyweight Championship (1 raz)[9]
- Freelance Wrestling
  - FW Championship (1 raz)[10]
- Jersey All Pro Wrestling
  - JAPW Light Heavyweight Championship (1 raz)
- Pro Wrestling Illustrated
  - PWI umieściło go w top 500 wrestlerów rankingu PWI 500: 312. miejsce w 2009; 237. miejsce w 2017[11]
- Proving Ground Pro
  - PGP Franchise Championship (1 raz)[12]